# Clawson (Utah)
Clawson és una població dels Estats Units a l'estat de Utah. Segons el cens del 2000 tenia 153 habitants.

## Demografia
Segons el cens del 2000, Clawson tenia 153 habitants, 48 habitatges, i 39 famílies. La densitat de població era de 109,4 habitants per km².
Dels 48 habitatges en un 45,8% hi vivien nens de menys de 18 anys, en un 77,1% hi vivien parelles casades, en un 6,3% dones solteres, i en un 16,7% no eren unitats familiars. En el 14,6% dels habitatges hi vivien persones soles el 6,3% de les quals corresponia a persones de 65 anys o més que vivien soles. El nombre mitjà de persones vivint en cada habitatge era de 3,19 i el nombre mitjà de persones que vivien en cada família era de 3,58.
Per edats la població es repartia de la següent manera: un 33,3% tenia menys de 18 anys, un 8,5% entre 18 i 24, un 27,5% entre 25 i 44, un 19,6% de 45 a 60 i un 11,1% 65 anys o més.
L'edat mediana era de 33 anys. Per cada 100 dones de 18 o més anys hi havia 112,5 homes.
La renda mediana per habitatge era de 31.250 $ i la renda mediana per família de 35.000 $. Els homes tenien una renda mediana de 32.500 $ mentre que les dones 26.250 $. La renda per capita de la població era de 8.727 $. Entorn del 26,2% de les famílies i el 25,5% de la població estaven per davall del llindar de pobresa.

## Poblacions més properes
El següent diagrama mostra les poblacions més properes.